# Неліна Тетяна Гаврилівна
Тетяна Гаврилівна Неліна (30 серпня 1927, смт Липова Долина, тепер Липоводолинського району Сумської області) — українська радянська діячка, лікар, завідувач хірургічного відділення, заступник головного лікаря Роменської районної лікарні Сумської області. Депутат Верховної Ради УРСР 6—8-го скликань.

## Біографія
Народилася в селянській родині. У 1946 році закінчила середню школу.
З 1946 по 1952 рік — студентка педіатричного факультету Харківського медичного інституту.
У 1952—1957 роках — лікар-хірург Смілівської районної лікарні Сумської області. З 1957 року — лікар-хірург Роменської районної лікарні; у 1963—1970 роках — завідувач хірургічного відділення — головний хірург Роменського району, у 1970—1983 роках — заступник головного лікаря, а у 1983—1997 роках — хірург та лікар-методист Роменської центральної районної лікарні Сумської області.
Запровадила близько 50 нових лікувально-діагностичних методик, розробок. У 1976 році першою в Сумській області впровадила в лікувальний процес гастроскопію.
Потім — на пенсії у місті Ромнах Сумської області. У 2001 році переїхала до села Мусіївки Нікопольського району Дніпропетровської області.

## Нагороди
- орден «Знак Пошани»
- медалі
- почесний громадянин міста Ромни (1999)